# Suore di carità dell'Assunzione
Le suore di carità dell'Assunzione costituiscono una congregazione religiosa femminile (con voti di povertà, castità ed obbedienza) nell'ambito della Chiesa cattolica: le suore dell'istituto pospongono al loro nome la sigla S.C.A.

## Storia
Nasce nel 1993 come istituto autonomo distaccato da quello delle  piccole suore dell'Assunzione, congregazione femminile fondata dal sacerdote francese Étienne Pernet (1824-1899) nel 1865 e nel quale, fin dagli anni sessanta, erano entrate numerose giovani provenienti da Gioventù Studentesca prima e dal movimento di Comunione e Liberazione poi, a causa della "sintonia" tra il metodo del movimento fondato da don Luigi Giussani e quello delle piccole suore.
Le vicende degli anni successivi al Concilio Vaticano II hanno portato ad una progressiva differenziazione culminata nella nascita di una nuova famiglia religiosa, riconosciuta con decreto pontificio del 29 giugno 1993.
Il 17 gennaio 2006 don Giussani viene riconosciuto dalla Santa Sede fondatore dell'Istituto, insieme a padre Pernet.

## Attività
Padre Pernet aveva dato vita ad un'opera in cui delle donne consacrate si mettevano a servizio delle famiglie povere, dell'educazione dei bambini, dell'assistenza agli anziani, allo scopo di testimoniare l'amore di Cristo presente nella Chiesa e ridestare la fede per mezzo della carità.
L'itinerario di formazione, sia pure entro le caratteristiche tipiche della formazione delle suore, segue da vicino quello dei Memores Domini.
La congregazione è presente in Italia in diverse grandi città (tra cui Milano, Torino, Trieste, Roma e Napoli) ed in Spagna: al 31 dicembre 2005, la congregazione contava 90 religiose in 7 case.
Attualmente la superiora generale dell'istituto (che risiede presso la casa madre di Milano) è suor Gelsomina Angrisano.